# Agrotis pheroa
Agrotis pheroa là một loài bướm đêm trong họ Noctuidae.